# Lešek
Lešek je priimek več znanih Slovencev:

## Znani nosilci priimka
- Roman Lešek (*1937), atlet, skakalec ob palici